# 小薩特科沃湖
58°01′17″N 65°47′56″E / 58.021393°N 65.798874°E
小薩特科沃湖（俄语：Малое Сатыково），是俄羅斯的湖泊，位於該國中西部斯維爾德洛夫斯克州，面積4.4平方公里，海拔高度55.1米，該湖泊集水區面積87平方公里。